# Villasur de Herreros
Villasur de Herreros est une commune d'Espagne dans la communauté autonome de Castille-et-León, province de Burgos. Elle s'étend sur 87,8 km2 et comptait environ 283 habitants en 2011.